# Asiadelphia
Los asiadelfos (Asiadelphia) son un orden extinto de mamíferos del Cretácico Superior.
Cladograma de Asiadelphia:
```
--o 
Asiadelphia
 
Trofinov & Szalay, 1994

  |-o 
Kokopellia
 
Cifelli, 1993

  | `-- 
K. juddi
 
Cifelli, 1993

  |-o 
Sailestes
 
Nessov, 1982
 
  | `-- 
S. quadrans
 
Nessov, 1982
 
  `-o 
Asiatheriidae
 
Trofinov & Szalay, 1994
 
    |-o 
Asiatherium
 
Trofinov & Szalay, 1994
 
    | `-- 
A. reshetovi
 
Trofinov & Szalay, 1994
 
    `-o 
Marsasia
 
Nesov, 1997
 
      `-- 
M. aenigma
 
Nesov, 1997
```